# Филадельфийский эксперимент
Филадельфи́йский экспериме́нт (англ. Philadelphia Experiment) (известный также под названием «Проект „Радуга“») — эксперимент, якобы проведённый ВМC США 28 октября 1943 года, во время которого исчез, а затем мгновенно переместился в пространстве на несколько десятков километров эсминец «Элдридж». Современными исследователями история о Филадельфийском эксперименте определяется как мистификация:300–301.
ВМС США официально не подтвердили проведение эксперимента, однако слухи о нём широко распространены. Дожившие до наших дней моряки из команды «Элдриджа» отрицают факт проведения эксперимента и считают заявления о нём выдумкой и ложью.

## История появления мифа
В 1955 году в США вышла книга уфолога Морриса Джесупа под названием «Доводы в пользу НЛО». Через некоторое время автору пришло письмо от некоего человека, назвавшегося Карлосом Мигелем Альенде (англ. Carlos Miguel Allende). Он утверждал, что видел нечто не хуже «тарелок» — эксперимент по телепортации, описывал подробности, говорил, что со стороны поведение исчезающего на глазах эсминца и НЛО очень похожи. И, якобы, даже лично помещал руку в электромагнитный «кокон», простиравшийся от «Элдриджа» на расстояние более ста метров.
В легенде утверждается, что предполагалось сгенерировать мощные электромагнитные поля, которые, при правильной конфигурации, должны были вызвать огибание эсминца свето- и радиоволнами. При исчезновении эсминца наблюдался зеленоватый туман. Из всего экипажа в 181 человек вернулись назад невредимыми только 21. Из остальных 27 человек вросли в корпус корабля, 13 умерли от облучения, поражения электрическим током и страха.

## Возможная реальная подоплёка

### Опыты по размагничиванию
В 1943 году учёные во всех воюющих странах проводили опыты по использованию размагничивания корабля (или, как говорят физики, — «дегауссизации») как метода сделать его необнаруживаемым («невидимым») для появившихся незадолго до того магнитных взрывателей мин и торпед.
Основной способ размагничивания заключается в воздействии на магнитные материалы переменным магнитным полем с уменьшающейся амплитудой. В качестве источника переменного магнитного поля использовалась катушка электромагнита с уменьшением амплитуды проходящего через неё тока.
Естественно, во время работы размагничивателя «сходят с ума» механические часы и магнитные компасы. И сам вид размагничивателя — большая катушка из толстого медного провода, намотанная вокруг корпуса корабля в продольном направлении — может служить объектом для домыслов.

### Объяснение «телепортации»
Одним из аргументов сторонников теории о «телепортации» корабля является то, что он был замечен в один день и в Норфолке, и в Филадельфии, расстояние между которыми превышает 320 километров. Однако такой переход был вполне возможен менее чем за сутки с использованием Чесапикско-Делавэрского канала, соединяющего залив Чесапик и реку Делавэр. Эксплуатация канала была официально закрыта, но военные корабли периодически совершали переходы этим каналом, чтобы избежать встречи с германскими субмаринами у побережья.